# جمهوری آرارات
جمهوری آرارات یا جمهوری کُردی آرارات، (کردی: Komara Agiriyê ,کۆماری ئارارات کردی: Komara Araratê) یک جمهوری خود خوانده کُرد بود. این جمهوری با مرکزیت استان آگری، در شرق ترکیه قرار داشت.

## تاریخچه
جمهوری آرارات به رهبری کمیته مرکزی سازمان خویبون و در جریان شورش کردها، در ۲۸ اکتبر ۱۹۲۷یا ۱۹۲۸، در جنوب شرقی ترکیه اعلام استقلال کرد.
در اولین گردهمایی حزب خویبون، احسان نوری پاشا به عنوان فرمانده نظامی شورش آرارات انتخاب شد. سازمان خویبون به قدرت‌های بزرگ و جامعه ملل متوسل شد و از آنها درخواست کمک کردند همچنین آنها پیام‌هایی را برای کردهای عراق و سوریه ارسال کردند و از آنان درخواست کمک و همکاری کردند. اما تحت فشار ترکیه، امپراتوری بریتانیا و فرانسه محدودیت‌هایی را در مورد فعالیت اعضای حزب خویبون اعمال کردند.
ارتش ترکیه در سپتامبر ۱۹۳۰ جمهوری آرارات را درهم شکست.